# Paula Myllyoja
Paula Hannele Myllyoja (* 20. Mai 1984) ist eine finnische Fußballtorfrau, die seit 2021 beim spanischen Zweitligisten Espanyol Barcelona unter Vertrag steht und 2018 erstmals für die finnische A-Nationalmannschaft spielte.

## Karriere

### Vereine
Myllyoja begann 2008 beim Erstligisten Kuopio MimmiFutis, es folgten Stationen bei FC United, FC Ilves und PK-35 Vantaa. In ihrer ersten Saison bei PK-35 konnte sie den Pokal gewinnen, teilte sich den Posten im Tor aber noch mit der Nigerianerin Aladi Ayegba, die 2007 als dritte Torhüterin zum Kader der nigerianischen Nationalmannschaft bei der WM gehörte. Beide wurden auch im Qualifikationsturnier zur UEFA Women’s Champions League 2013/14 eingesetzt, bei dem PK-35 Heimreicht hatte und dies nutzen konnte um die K.-o.-Runde zu erreichen. Hier schieden sie aber sofort gegen Birmingham City LFC aus. Danach verließ Ayegba den Verein, Myllyoja wurde Stammtorhüterin und konnte ihre erste Meisterschaft feiern, die 2015 verteidigt werden konnte. Im August konnte sie sich beim Turnier in Vantaa wieder für die UEFA Women’s Champions League qualifizieren, schied aber im Sechzehntelfinale nach zwei Niederlagen gegen den FC Rosengård aus, wobei sie sich die Zeit im Tor mit Velma Oikarinen teilte. Zur Saison 2016 wechselte sie zum FC Honka Espoo, bei dem sich im Jahr zuvor vier Torhüterinnen die Arbeit geteilt hatten, nun aber Myllyoja unumstrittene Stammtorhüterin wurde. Nach dem dritten Platz in ihrer ersten Saison konnte sie 2017 ihren vorherigen Verein in der Finalrunde noch vom ersten Platz verdrängen und ihren dritten Meistertitel feiern. Als beste Gruppenzweite konnte sie sich dann mit Honka auch für die UEFA Women’s Champions League 2018/19 qualifizieren, schied dort aber wie zuvor im Sechzehntelfinale aus, diesmal nach zwei Niederlagen gegen die FC Zürich Frauen. Nach dem vierten Platz in der Saison 2018 wechselte sie erneut, diesmal zu Åland United, wo sie sich aber nicht gegen die zehn Jahre jüngere Anna Tamminen durchsetzen konnte und nur drei Einsätze hatte. Sie wechselte daher vor Beginn der Finalrunde nach Italien zum Pink Sport Bari, wo sie sofort Stammtorhüterin wurde. Kurioserweise blieb sie nur bei drei torlosen Remis ohne Gegentor. Aufgrund der COVID-19-Pandemie wurde die Saison vorzeitig abgebrochen. Bari stand zu dem Zeitpunkt auf dem drittletzten Platz und vermied damit den Abstieg knapp. In der Saison 2020/21 war sie weiterhin Stammtorhüterin, kämpfte mit ihrer Mannschaft aber wieder gegen den Abstieg, der diesmak nicht vermieden werden konnte. Statt in der italienischen zweiten Liga zu spielen, wechselte sie im August 2021 zum spanischen Zweitligisten Espanyol Barcelona.

### Nationalmannschaft
Am 8. Oktober 2018 debütierte sie mit 34 Jahren in der A-Nationalmannschaft im letzten Spiel beim Vier-Nationen-Turnier in der Volksrepublik China  gegen die Auswahl Portugals. Zudem spielte sie je eine Halbzeit beim Zypern-Cup 2019 und 2020. In der erfolgreich verlaufenen Qualifikation für die EM 2022 saß sie siebenmal auf der Bank. Auch in den ersten vier Spielen der Qualifikation für die WM 2023 war sie nur Ersatztorhüterin.

## Erfolge
- Finnische Meisterin 2014, 2015 (mit PK-35 Vantaa) und 2017(mit dem FC Honka Espoo)
- Finnische Pokal-Siegerin 2013 (mit PK-35 Vantaa)